# Känsla av sammanhang
Känsla av sammanhang (KASAM, på engelska "a Sense of Coherence", SOC) är ett begrepp från salutogenes-teorin, vilket myntades av Aaron Antonovsky. Enligt Antonovsky kan en individ vara vid god hälsa om denne kan känna sig delaktig i ett sammanhang som är förståeligt och meningsfullt. Detta innebär att människor kan anses ha god hälsa trots att de är exempelvis fysiskt sjuka.
KASAM består av tre delar; upplevelsen av fenomen i psyket likväl som i den yttre världen (begriplighet), att de resurser som krävs för dessa fenomen finns tillgängliga (hanterbarhet), samt delaktighet i livets utmaningar (meningsfullhet).
En studie gjord av B. Nygren et al. vid namn Resilience, Sense of Coherence, Purpose in Life and Self-Transcendence in relation to percieved physical and mental health among the oldest old, hade mycket gamla människor (mellan 85 och 103 år gamla) med en hög KASAM bättre psykisk hälsa än de utan hög KASAM. Något liknande samband med fysisk hälsa påvisades inte. En del studier visar även att gamla människor successivt förlorar sin KASAM till följd av sjukdom eller livsförluster av olika slag (exempelvis sociala förluster).

### Källhänvisningar
- Nygren, B. & Lundman, B. (2014) Åldrande och att vara gammal. I Friberg, F. (red.) & Öhlén, J. (red.) Omvårdnadens grunder: Perspektiv och förhållningssätt s. 153-178. Studentlitteratur: Lund